# M/S Gulli

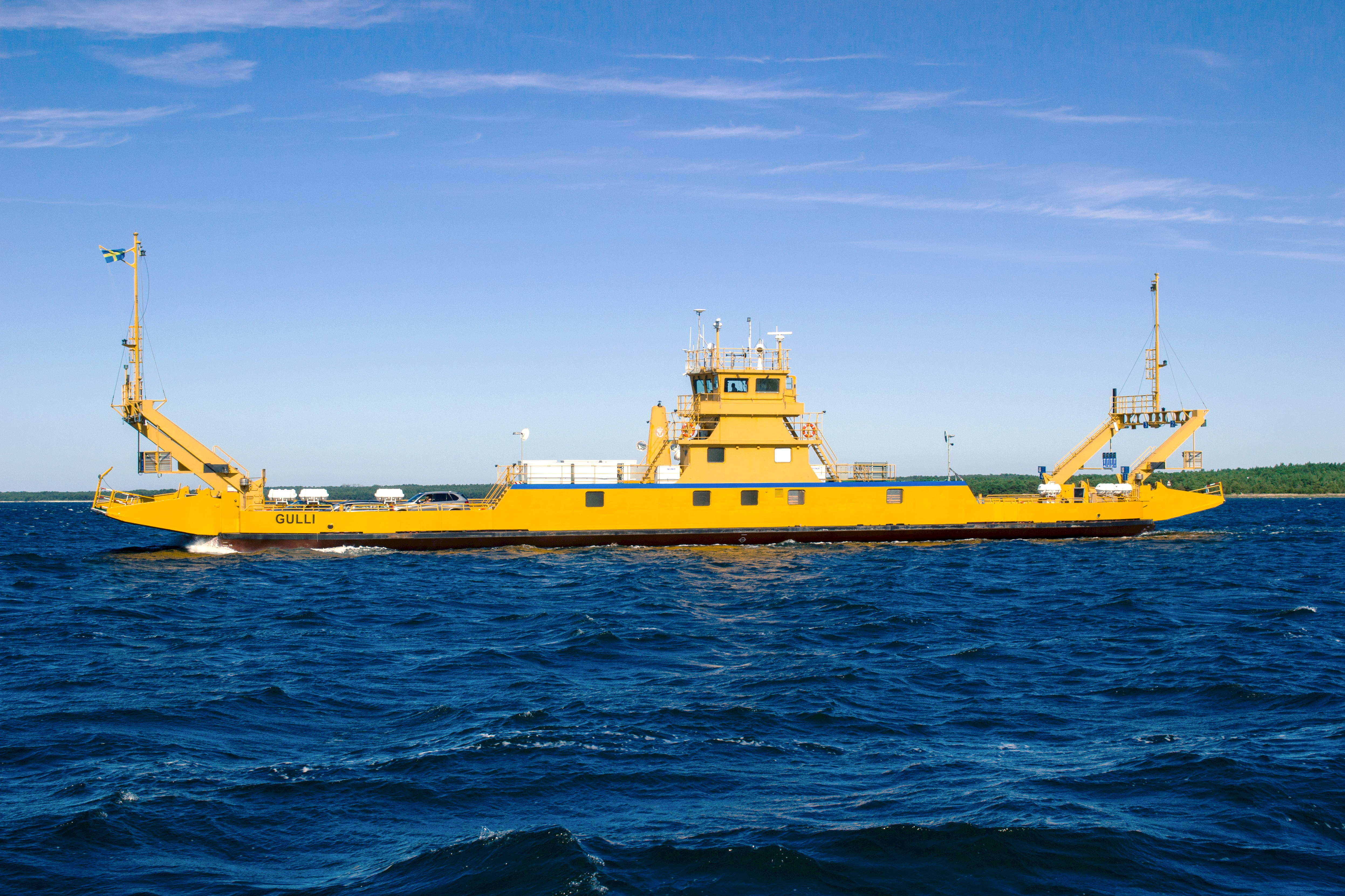
M/S Gulli

Gulli, färja 301, är en av Trafikverket Färjerederiets färjor. Det är en reservfärja som bland annat går på Ekeröleden och Furusundsleden.